# Marshmello

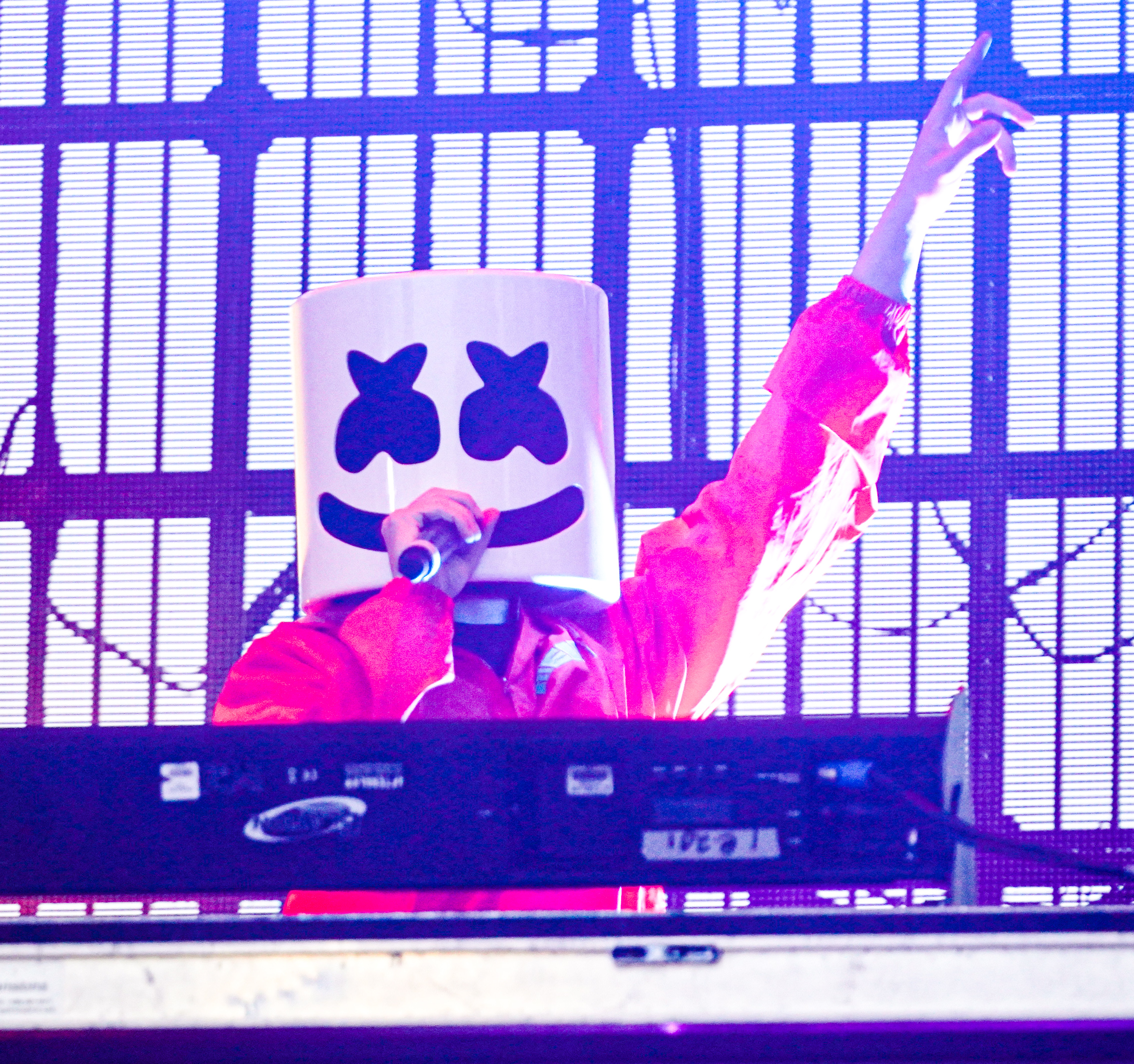
Marshmello (2019).

Christopher Comstock, mer känd som Marshmello, född 19 maj 1992 i Philadelphia, är en amerikansk electro-musiker, producent och DJ. Under 2017 samarbetade han med sångaren Khalid samt Selena Gomez i låten "Silence" och Wolves". Han medverkar också i låten "Friends" med sångerskan Anne-Marie.
Han har också samarbetat med artisten Logic på låten Everyday.
Marshmello släppte sin stora hit Alone 2016.
Marshmellos identitet var till en början hemlig, men i april 2017 bekräftade Forbes hans riktiga identitet som Christopher Comstock.